# Économie de ménage
L'économie de ménage est un système économique d'une société dans laquelle il n'y a pas d'échange de biens. La production de biens est destinée à leur consommation par les ménages qui les ont produits. Autrement dit, une économie de ménage est constituée de ménages qui sont fermés au commerce.
Par exemple, les sociétés de chasseurs-cueilleurs utilisent ce système économique.
La production et consommation des biens n'est pas aussi hiérarchiquement divisée que dans une société avec une forte division du travail.
Cette économie est en contraste avec une économie monétaire (ou bien une économie basée sur le troc). L'économie de ménage et l'économie de subsistance forment les deux types connus d'économies non monétaires.